# (13539) 1991 TY
(13539) 1991 TY là một tiểu hành tinh vành đai chính. Nó được phát hiện bởi Robert H. McNaught ở Đài thiên văn Siding Spring ở Coonabarabran, New South Wales, Australia, ngày 2 tháng 10 năm 1991.